# Parc Jouvet
Il Parc Jouvet è un giardino botanico pubblico di 7 ettari (72.500 m2) situato nella città di Valence, lungo le sponde del Rodano, sotto la spianata del Champ de Mars, ai piedi del castello di Crussol e dei monti del Vivarais . Vero e proprio polmone verde del centro città, il parco prende il nome da Théodore Jouvet (1837-1905), il generoso donatore che offrì alla città di Valence la somma necessaria per acquistare la terra.

## Presentazione

### Storia

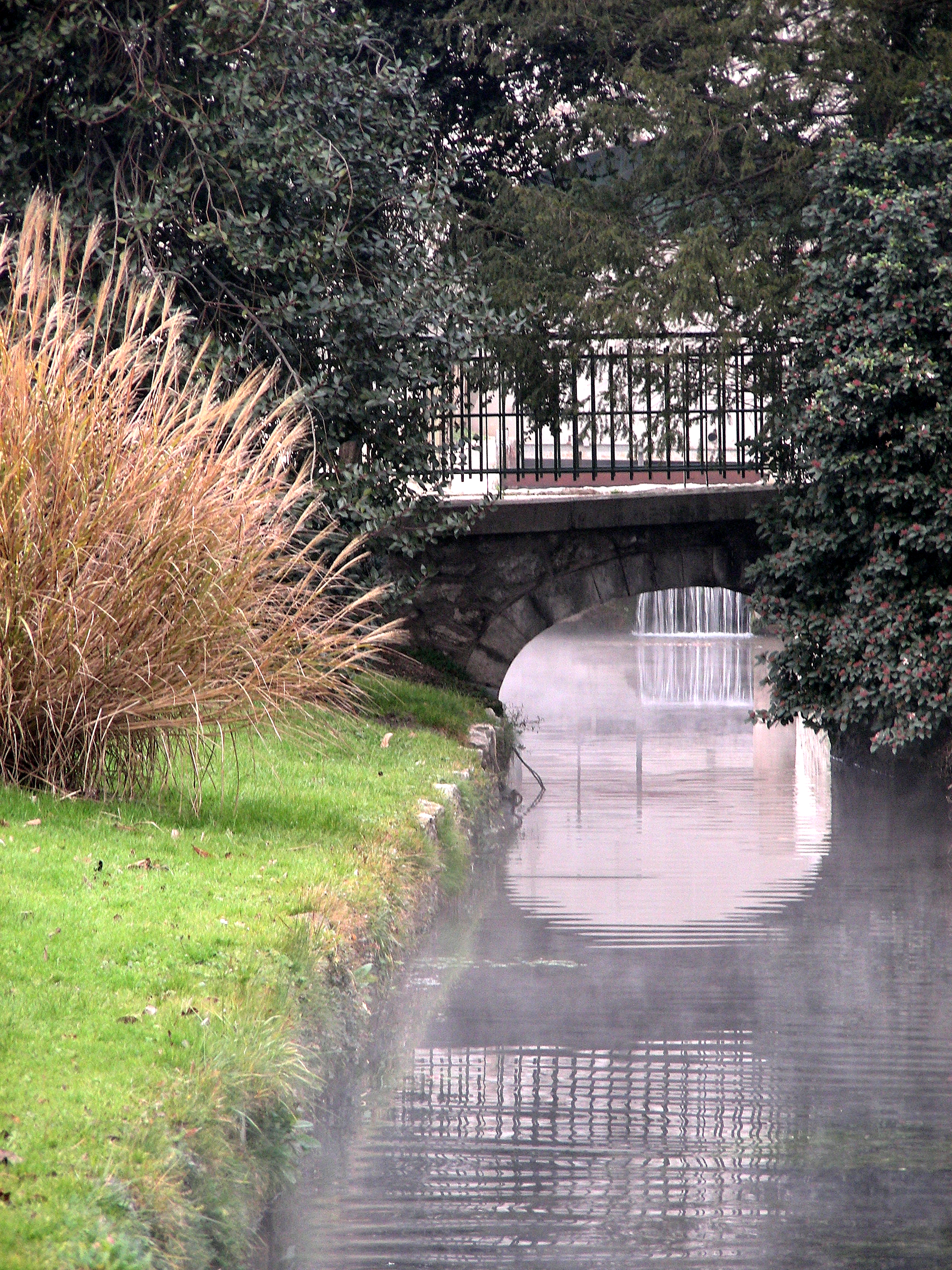
Piccolo ponte nel parco che attraversa l'Épervière.

Nel XIX° secolo, al posto del parco Jouvet vi erano i campi della Robine (dal nome della sorgente d'acqua che li attraversava), tra il Champ de Mars e il Rodano. Vari progetti prevedevano allora di radere al suolo quello che inizialmente era un prato e in seguito un insieme di piccoli giardini, allo scopo di costruirvi, a metà del XIX° secolo, dapprima una stazione ferroviaria, poi un complesso residenziale e infine una scuola superiore. Alla fine dello stesso secolo, i proprietari decisero di vendere il loro terreno di 6,5 ettari. Il 20 dicembre del 1900, il consiglio comunale decise di acquistare l'appezzamento di terreno motivato dalla necessità di predisporre nuovi spazi verdi e di salvaguardare il panorama del Rodano e del Vivarais.
Soltanto nel 1902 vi fu l'acquisto dei terreni, dopo che Théodore Jouvet (1837 - 1905), commerciante di vini di Bordeaux, fece una donazione alla città di Valence per l'acquisto del terreno e la realizzazione di un parco.
All'inizio dello stesso anno, venne indetto un concorso nazionale per la progettazione del parco. Non meno di quattordici proposte furono presentate al municipio, alcune delle quali realizzate da architetti paesaggisti di fama internazionale tra cui Jules Vacherot, co-vincitore di Édouard Redont, originario di Reims, mentre il terzo premio fu assegnato a Eugène Touret, originario di Parigi.
A causa dell'elevato costo dei vari progetti, la realizzazione del parco fu infine affidata ad Alphonse Clerc, responsabile della sezione Ponts et Chaussées del dipartimento della Drôme, e all'architetto paesaggista Henry Martinet. Quest'ultimi modificarono i progetti vincitori del concorso, al fine di creare un nuovo piano di esecuzione. L'appalto per la costruzione del parco fu affidato all'impresa Henri Nivet di Limoges e ebbe inizio solo il 15 luglio 1903.
Due anni dopo, il 13 agosto 1905, il Presidente della Repubblica Émile Loubet, originario della Drôme, inaugurò il primo parco pubblico di Valence, nonché il ponte di pietra che attraversa il Rodano, progettato da Alphonse Clerc, di cui oggi non rimane alcuna traccia. Nella stessa data, Loubet inaugurò anche il collegio dei ragazzi che, in seguito, sarebbe diventato il liceo che oggi porta il suo nome.
Successivamente all'inaugurazione, furono apportate delle modifiche complementari, come il padiglione del custode (1908), dell'architetto Louis Brunel, l'aranceto e le serre olandesi (1914), il recinto dei daini e la voliera. I lavori strutturali si conclusero con la costruzione della balaustra, sotto i gradini del Champ de Mars. Solo nel 1926 venne installata la recinzione in ferro battuto e traliccio. I bombardamenti degli edifici industriali del 1944, sul lato del Rodano, permisero al parco di espandersi, creando così lo spazio per i campi da tennis.
Nel 2000 è stata creata la Porte du Rhône, all'incrocio tra l'Avenue de Provence e l'Avenue de la Comète. Negli anni a seguire, vengono rinnovati il roseto (2005), il parco giochi, nonché il complesso botanico e zoologico del parco. Sul sito di bains Veyrier vengono realizzati dei terrazzamenti coltivati che comprendono diversi tipi di piante.
Nel 2006 è stata creata la nuova voliera, ad opera dell'architetto Patrick Breyton.

Lo stesso anno, il Parc Jouvet ha ricevuto il riconoscimento pubblico di "giardino monumentale" dal Ministero della Cultura per "il suo interesse storico e botanico che ne giustifica l'iscrizione al registro dei siti che costituiscono un patrimonio da salvaguardare, per la spettacolare vista che offre sui Monti del Vivarais, nonché per la sua particolare conformazione che associa stili paesaggistici e regolari, grazie alle sue statue e alla qualità delle sue specie".
.

### Maison du gardien

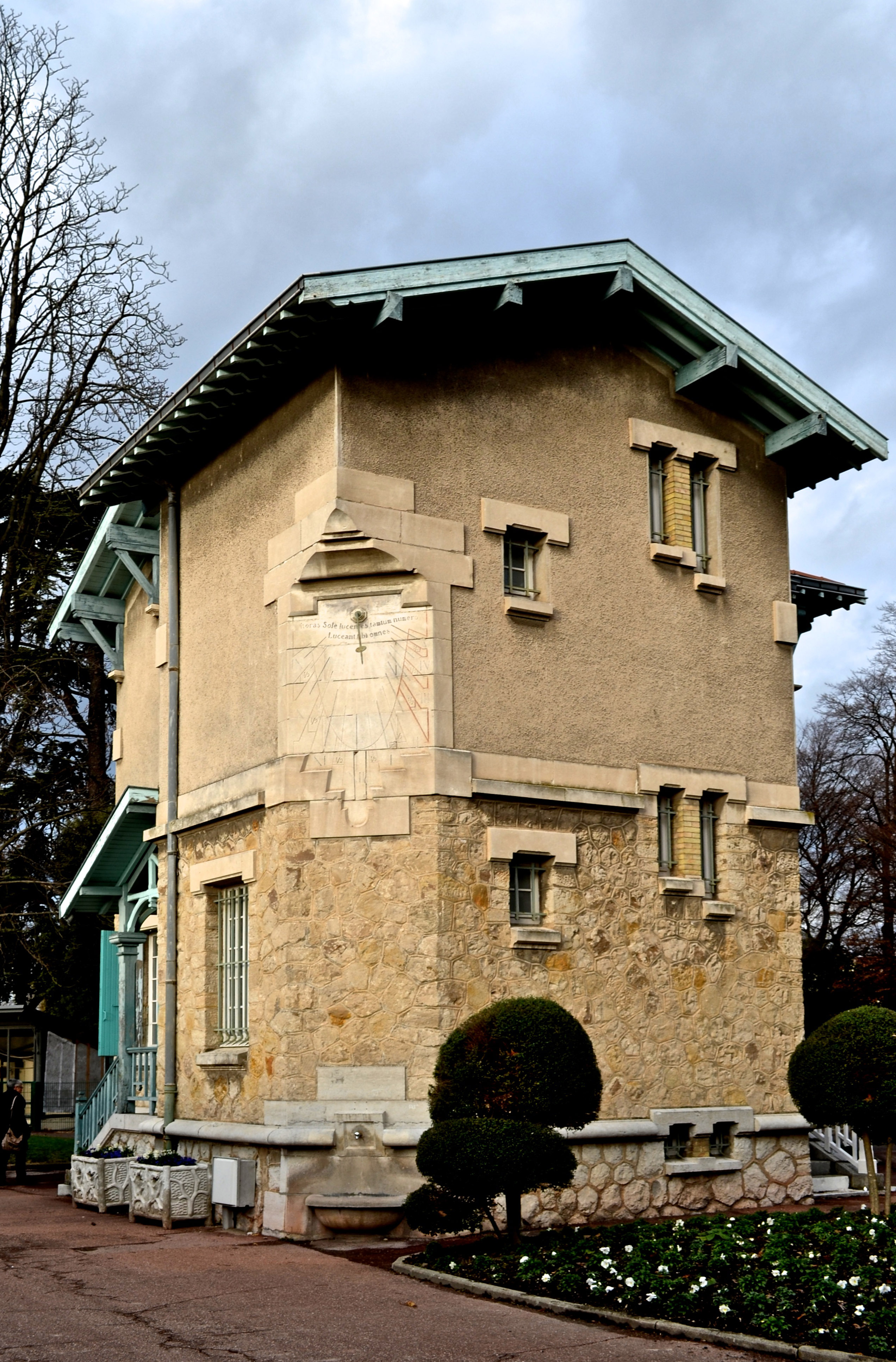
La Maison du gardien.

La residenza del custode fu costruita nel 1908 dall'architetto Louis Brunel, nella zona inferiore del parco. È un piccolo padiglione in stile eclettico di due piani, costruito su un piano rialzato. È decorato con una meridiana posizionata sull'angolo smussato del lato sud. Rimasto disabitato per molto tempo, è stato riconvertito nel 2013 in uno spazio per mostre temporanee.

### Stile
Il Parc Jouvet è un giardino botanico in stile composito tra il giardino francese e il giardino inglese.

### Botanica
Il Parc Jouvet è costituito da diversi tipi di alberi, tra cui alberi monumentali, alberi allineati e arbusti. Gli alberi monumentali includono il faggio a foglia di felce, il faggio viola, cedri blu, magnolie a fiore grande, bagolari, ginkgo, cipressi calvi, ippocastani a doppio fiore, tulipiferi della Virginia e olmi siberiani. Gli alberi allineati includono platani a foglia d'acero. Gli arbusti, i lagerstroëmias (lillà delle Indie).
Ospita circa 800 specie diverse:
- alberi: cedro, cipresso calvo, ginkgo biloba, faggio, lillà delle Indie, ippocastano a fiori doppi, bagolaro, olmo siberiano, platano, abete, tiglio, tulipifero
- arbusti: tasso
- altri: magnolia, salice

### Statue

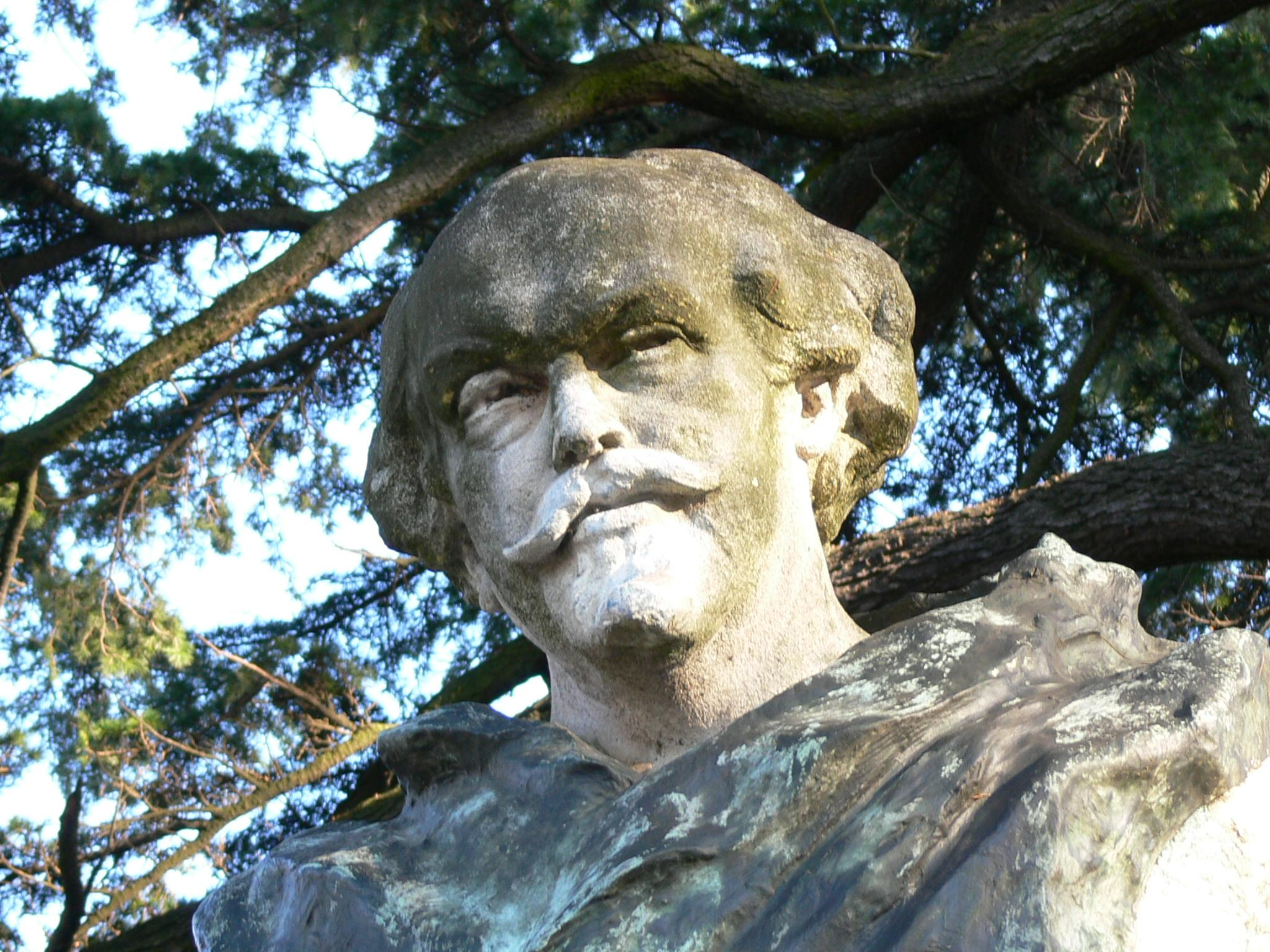
Statua del librettista Louis Gallet, di Injalbert (1901).

Il Parc Jouvet include un complesso di statue e monumenti, eretto nel corso degli anni, che descrive gli avvenimenti importanti della città, o che omaggia i suoi personaggi celebri. Si tratta di opere di famosi scultori o architetti:
- Il monumento del librettista Louis Gallet, dello scultore Injalbert, 1901 (precedentemente sito nel Champ de Mars, fu posto sotto i cedri del parco nel 1999);
- Stele di Theodore Jouvet, scolpita da Allingry nel 1909;
- Il gruppo scultoreo Amour et Servitude, di Marcel-Jacques del 1912;
- Il monumento ai caduti per la Patria (1914-1918), dell'architetto Henri Joulie e dello scultore Gaston Dintrat, 1929;
- Il bassorilievo dedicato al cuoco Jacques Pic (posizionato sotto il portico), di Jacques Clerc.

### Altri luoghi di interesse
- aree faunistiche
- un trenino
- un roseto
- Nella scalinata principale, lato sud (scala di destra quando si sale), si notano dei gradini con un aspetto "consumato" (ad esempio 5,6,7 e altri più in alto). Non si tratta di gradini più consumati degli altri, ma di gradini che presentano un agglomerato naturale di ammoniti fossili in superficie. Tale agglomerato è inferiore ai 10 cm, sebbene in alcuni punti raggiunga i 20 cm (parte superiore).

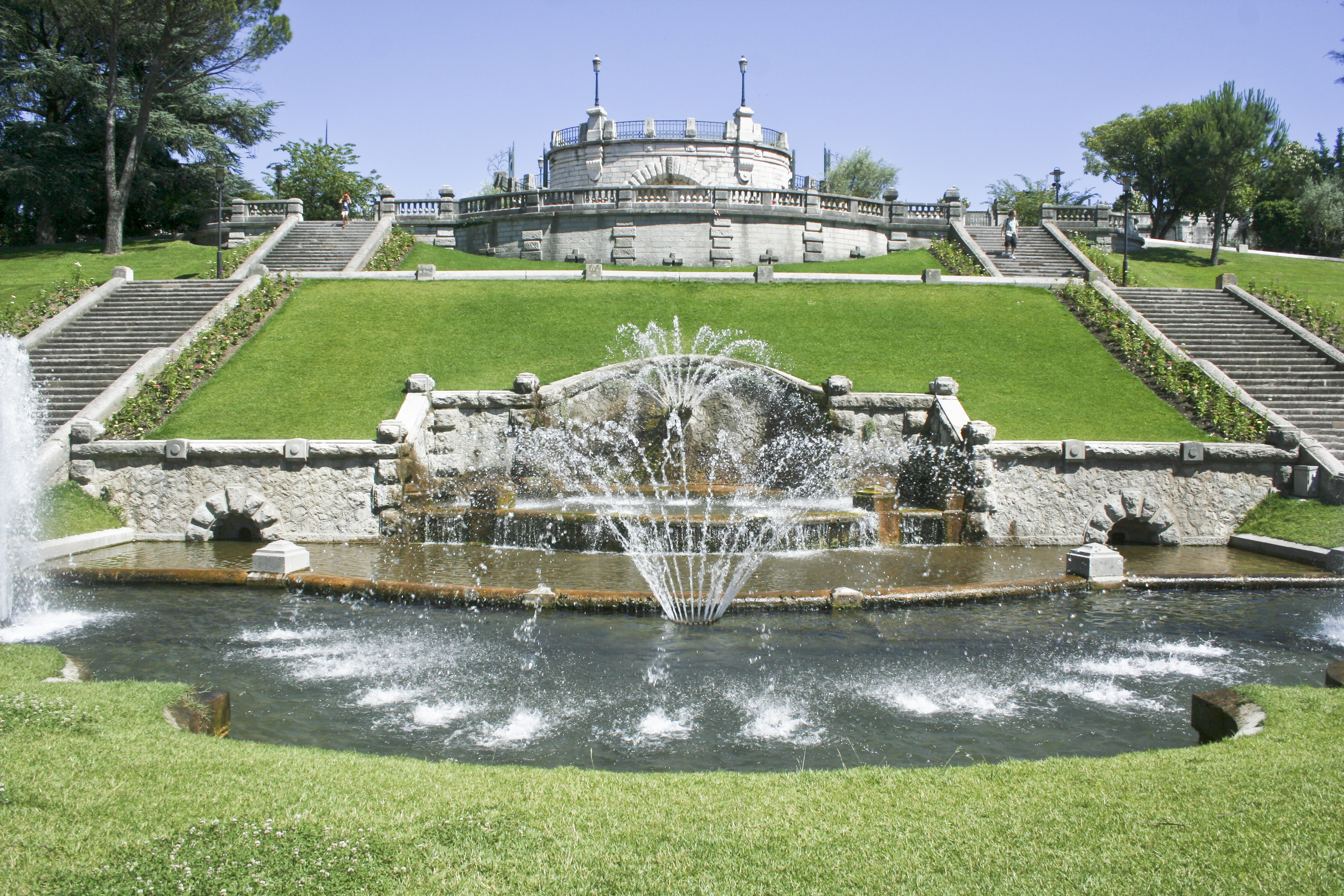
Scala monumentale, lato Champ de Mars